# Спрингертон (Илиноис)
Спрингертон (енгл. Springerton) град је у америчкој савезној држави Илиноис.

## Демографија
По попису из 2010. године број становника је 110, што је 24 (-17,9%) становника мање него 2000. године.
| Група             | 2000.       | 2010.       |
| Белци             | 131 (97,8%) | 107 (97,3%) |
| Афроамериканци    | 0 (0,0%)    | 0 (0,0%)    |
| Азијати           | 0 (0,0%)    | 0 (0,0%)    |
| Хиспаноамериканци | 0 (0,0%)    | 0 (0,0%)    |
| Укупно            | 134         | 110         |